# Nagyudvarnok
Nagyudvarnok (szlovákul Veľké Dvorníky, korábban Dvorníky na Ostrove) község Szlovákiában, a Nagyszombati kerületben, a Dunaszerdahelyi járásban.

## Fekvése
Dunaszerdahelytől 3 km-re keletre fekszik.

## Története
1252-ben említik először. Első lakói, mint azt neve is mutatja királyi udvarnokok voltak, akik Pozsony várának szolgáltak. Később több nemesi család birtoka volt.
Vályi András szerint "Kis Udvarnok, Nagy Udvarnok. Két falu Pozsony Várm. Kis Udvarnoknak földes Ura Marczal, és Bakó Urak; Nagy Udvarnoknak pedig Pókateleki Konde Uraság, lakosaik katolikusok, fekszenek Szerdahelyhez, Bögöly Pátonyhoz, Solymoshoz, és Enyedhez is közel; határjok két nyomásbéli, réttyek, legelőjök középszerű, piatzok Somorján, és Szerdahelyen."
Fényes Elek szerint "Udvarnok (Kis- és Nagy-), Poson vm. két egymáshoz közel fekvő magyar falu, Szerdahelytől 1/2 mfld. Az első 339 kath., 22 ref., 18 zsidó; a második 320 kath., 10 zsidó lak. F. u. több közbirtokos nemesek. Dohányt termesztenek. Ut. p. Somorja."
A trianoni békeszerződésig Pozsony vármegye Dunaszerdahelyi járásához tartozott.

## Népessége
| Év:            | 1994. | 2004.    | 2014.    | 2024.    |
| -------------- | ----- | -------- | -------- | -------- |
| Emberek száma: | 727   | 874      | 1117     | 1373     |
| Eltérés:       |       | +20,22 % | +27,80 % | +22,91 % |

| Év:            | 2023. | 2024.   |
| -------------- | ----- | ------- |
| Emberek száma: | 1383  | 1373    |
| Eltérés:       |       | -0,72 % |

1910-ben 389, túlnyomórészt magyar anyanyelvű lakosa volt.
2001-ben 795 lakosából 762 magyar és 25 szlovák volt.
2011-ben 1028 lakosából 813 magyar és 126 szlovák volt.
2021-ben 1374 lakosából 1077 (+40) magyar, 171 (+40) szlovák, 7 (+14) cigány, 11 (+2) egyéb és 108 ismeretlen nemzetiségű volt.

## Neves személyek
- Itt született 1784-ben Szabó Ferenc római katolikus plébános, táblabíró.

## Testvértelepülés
Gutorfölde

## Nevezetességei

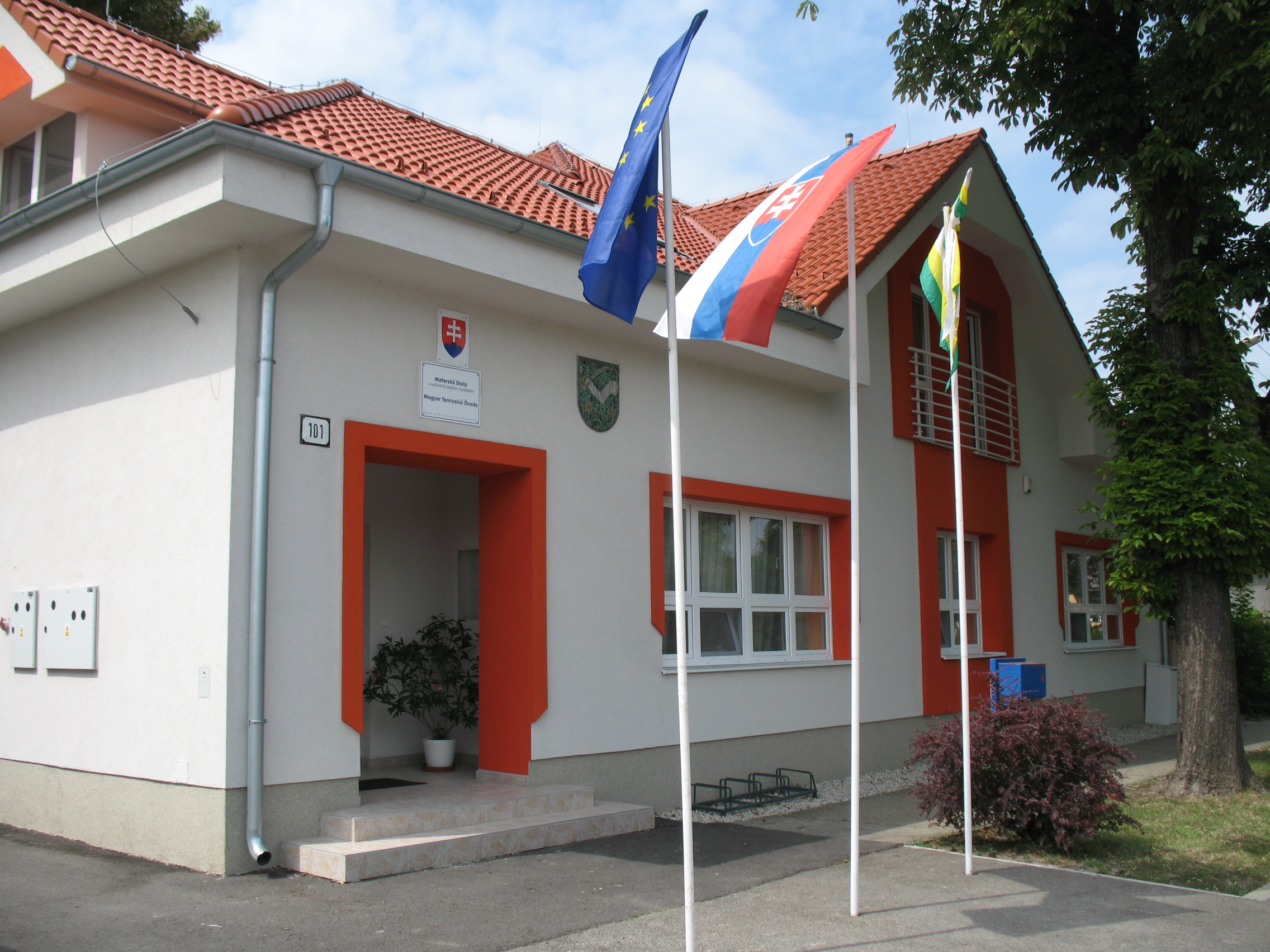
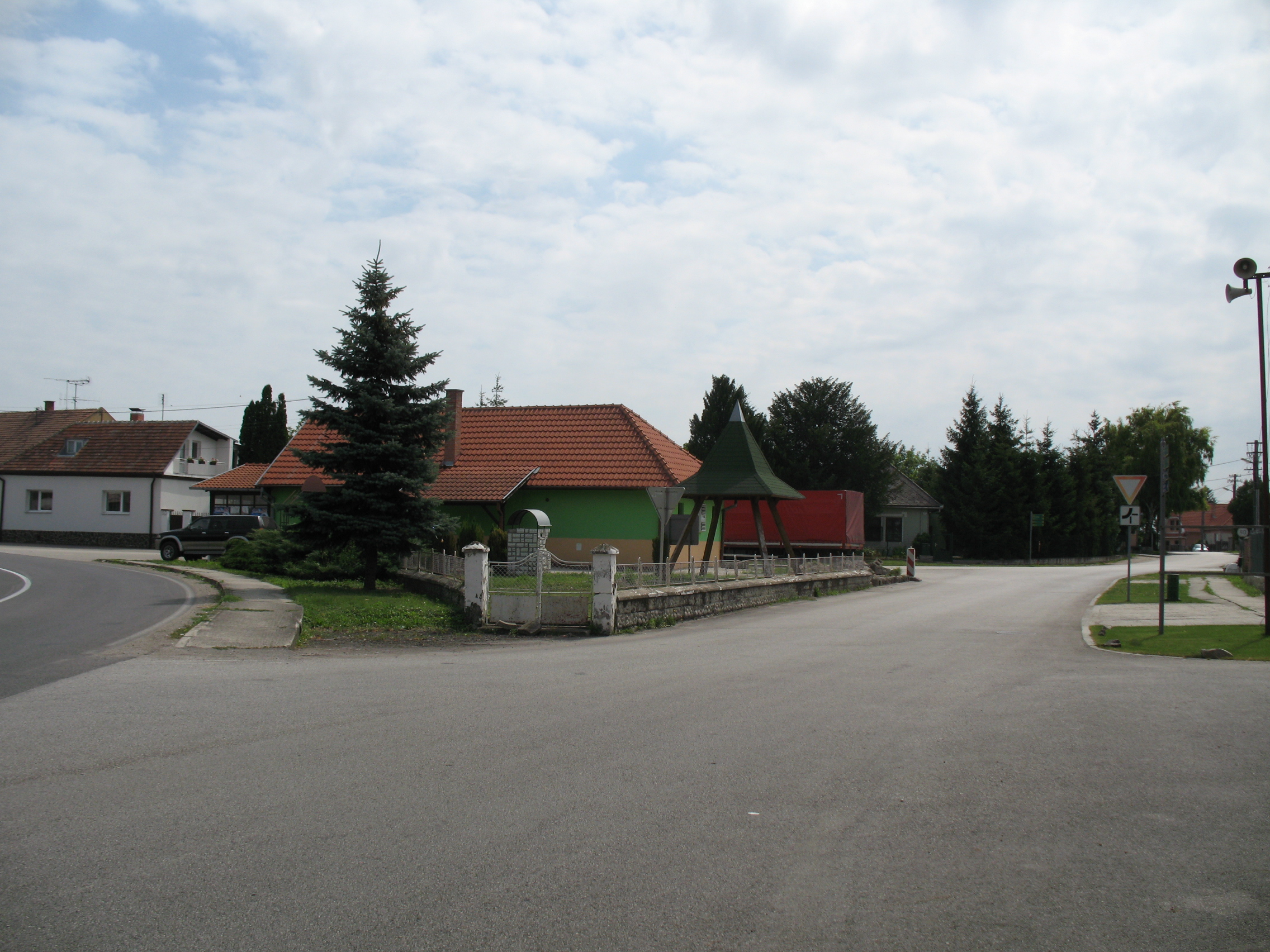
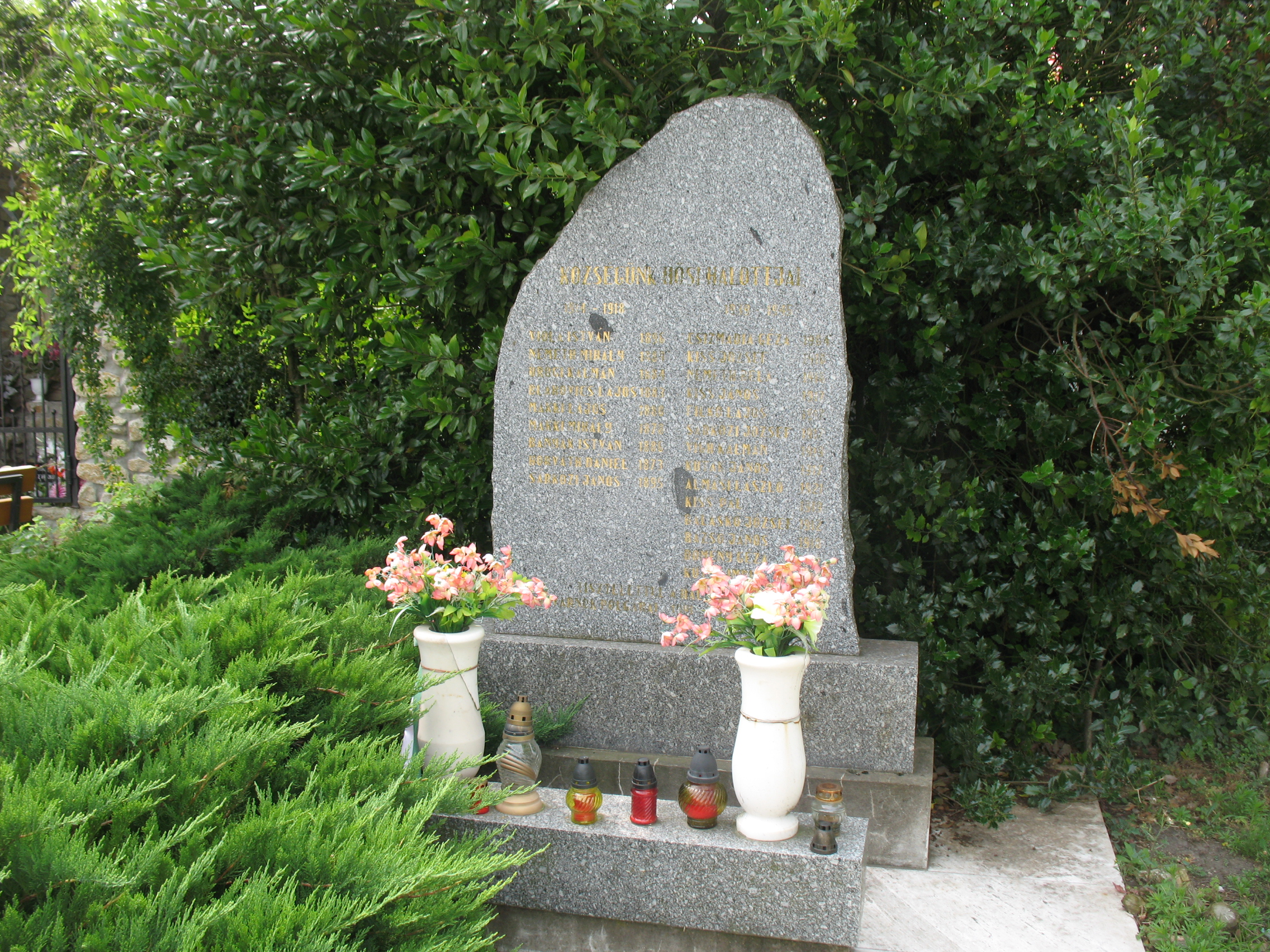
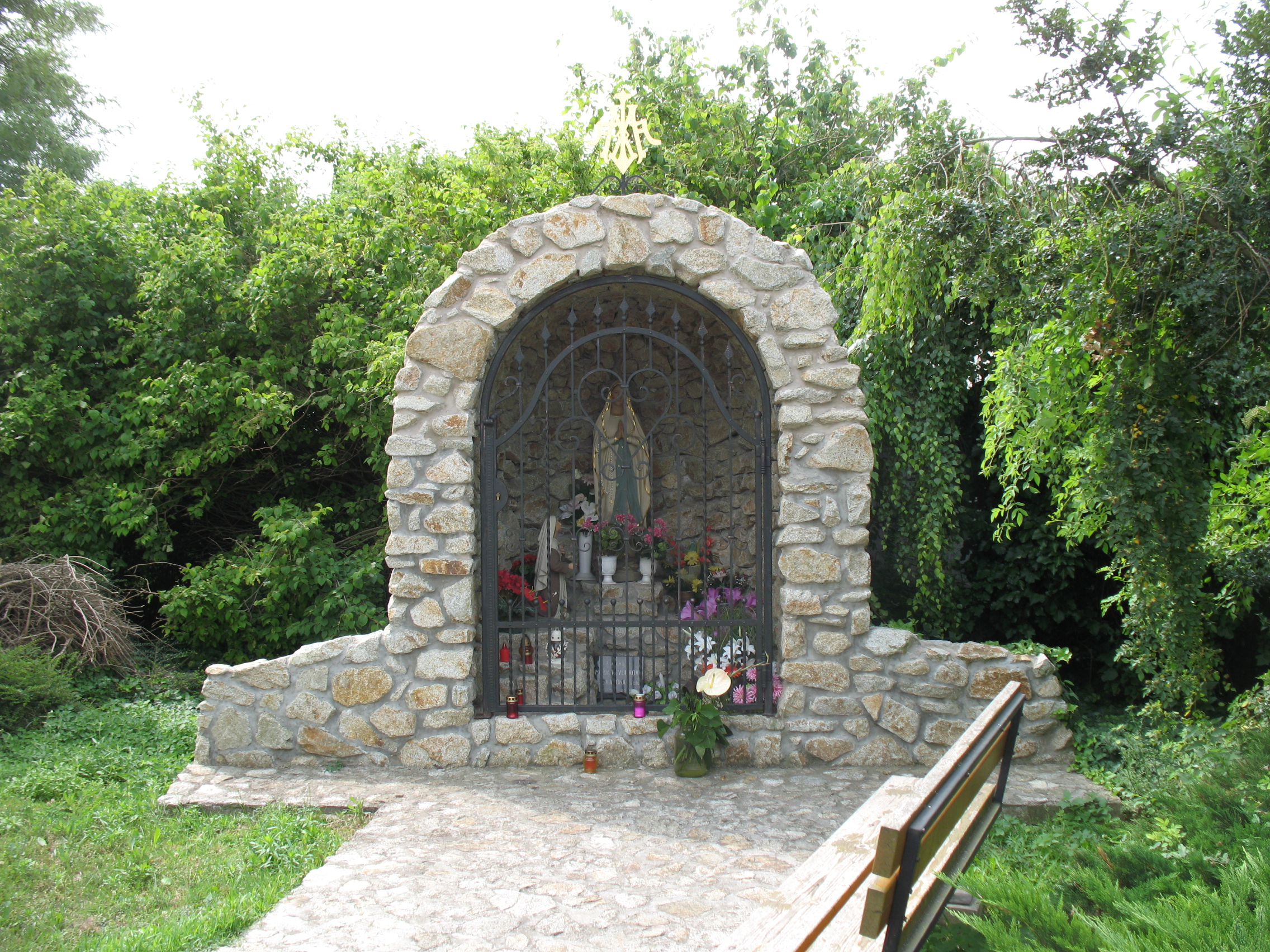

- Szűz Mária Neve tiszteletére szentelt római katolikus temploma 1954-ben épült. Főoltára 1859-ben készült. 1998 és 2004 között átépítették, toronnyal és sekrestyével bővítették, valamint korábban épült épületrészeit az oltár kivételével teljesen felújították.  Átépítését követően Orosch János pozsony-nagyszombati segédpüspök szentelte fel 2004 szeptemberében.[7]
- 17. századi reneszánsz kastélya.